# 樟叶胡椒
樟叶胡椒（学名：Piper polysyphorum）为胡椒科胡椒属的植物，是中国的特有植物。分布在中国大陆的云南、贵州等地，生长于海拔760米至1,400米的地区，常生于林中湿润处，目前尚未由人工引种栽培。